# OMX Iceland 15

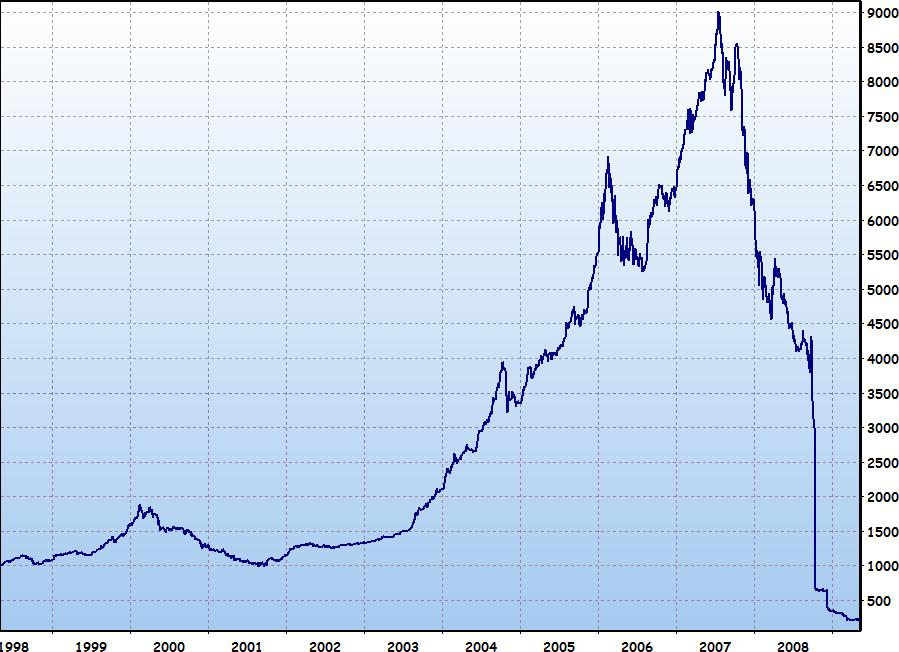
Januar 1998 – Mai 2009

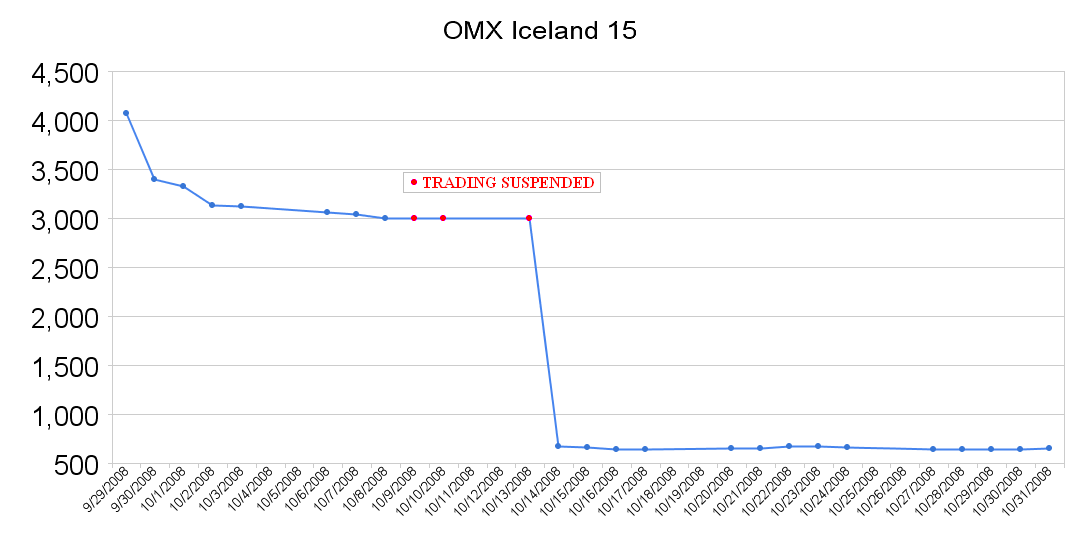
OMX Iceland 15 während der fünf Handelswochen vom 29. September 2008 bis 31. Oktober 2008.

OMX Iceland 15 (früherer Name ICEX 15) war ein Aktienindex der Gemeinschafts-Wertpapierbörse NASDAQ OMX Group, der die 15 wichtigsten und meist gehandelten Unternehmen Islands enthält. Der Anteil der einzelnen Aktien am OMXI 15 richtete sich nach der jeweiligen Marktkapitalisierung des Unternehmens.
Der Aktienindex startete unter der Bezeichnung ICEX 15 am 1. Januar 1998 bei 1.000 Punkten und erreichte am 18. Juli 2007 den höchsten Stand in seiner Geschichte: 9.016,48 Punkte (Stand: 23. Januar 2008).
Seit der Fusion der ICEX mit der Wertpapierbörse OMX am 30. November 2006 wurde der ICEX 15 von der OMX unter den gleichen Bedingungen unter dem Namen OMX Iceland 15 fortgeführt.
Während der Finanzkrise litt OMX Iceland 15 im Jahr 2008 unter einem großen Verlust. Am 14. Oktober 2008 brach der Index um mehr als 70 % (−2.300 Punkte) auf ein Rekordtief von 630 Punkten ein. Im Jahr 2009 wurde die Aktualisierung des OMX Iceland 15 abgekündigt. Heute dient der OMX Iceland 8-Index als der größte Vergleichsindex des Landes.

## Zusammensetzung
Quelle: nasdaqomxnordic.com Stand: November 2008
(Anmerkung: 11 von 15 sind gelistet: u. a. wurden Glitnir, Landsbanki wegen der Finanzkrise verstaatlicht.)
| Name                          | Sektor                              | Symbol | Gewichtung |
| ----------------------------- | ----------------------------------- | ------ | ---------- |
| Alfesca                       | Lebensmittelbranche                 | A      | 2,08 %     |
| Atorka Group                  | Multi-Sektor-Unternehmen            | ATOR   | 1,57 %     |
| Bakkavör                      | Abgepackte Lebensmittel und Fleisch | BAKK   | 4,24 %     |
| Exista                        | Andere diverse Finanzdienste        | EXISTA | 4,53 %     |
| Hf. Eimskipafélag Íslands     | Schifffahrt                         | HFEIM  | 0,65 %     |
| Icelandair Group              | Fluggesellschaften                  | ICEAIR | 0,60 %     |
| Kaupthing Bank                | Diversifizierte Kapitalmärkte       | KAUP   | 37,72 %    |
| Marel Food Systems            | Industriemaschinen                  | MARL   | 1,85 %     |
| SPRON                         | Regionale Banken                    | SPRON  | 1,62 %     |
| Straumur-Burðarás Fjárf.banki | Investmentbanken & Broker           | STRB   | 7,51 %     |
| Össur                         | Gesundheitswesen: Ausstattung       | OSSR   | 1,68 %     |